# Навчальний Зоопарк Хайфи
32°48′21″ пн. ш. 34°59′10″ сх. д. / 32.805794444444° пн. ш. 34.986130555556° сх. д.
Навчальний зоопарк Хайфи ім. Луї Аріеля Гольдшмідт (івр. גן החיות הלימודי חיפה ע"ש לואי אריאל גולדשמידט) був заснований в 1952 р стараннями відомого хайфського біолога і агронома П.Коена. Він знаходиться в районі Центральний Кармель в безпосередній близькості від основних Хайфського готелів, а потрапити в нього можна з парку "Ган ха-Ем". Його територія площею в 30 дунамів розташована на північному схилі яру Лотем - одного з наймальовничіших природних куточків гори Кармель, що надає цьому "царству природи" особливу чарівність і неповторність.
Сьогодні тут можна побачити більше ста видів ссавців, птахів, земноводних, комах. У зоопаркепредставлени тварини, що мешкають як Ізраїлі, так і в інших регіонах Близького Сходу. Незмінною популярністю в цьому природному заповіднику користується один з найбільших в країні тераріумів, а також колекція водоплавних і хижих птахів. Для маленьких відвідувачів відкрито спеціальний «живий куточок», де можна погодувати і погладити звірят і навіть сфотографуватися з ними на пам'ять. Є на території парку також невеликий ботанічний сад, "Біологічний інститут" - спеціалізована школа природознавства і навколишнього середовища, бібліотека.
У 2002 р зоопарк був реконструйований і перепланували за рахунок коштів, виділених Хайфського муніципалітетом, і пожертвувань сім'ї Гольдшмідт, після чого цей парк отримав ім'я їхнього сина Луї Аріеля. Це оновлення перетворила його в один з найсучасніших і зразкових парків в своєму роді в Ізраїлі. Так, сталася заменавсей застарілої інфраструктури на нову, що поліпшило умови утримання тварин. Були прибрані багато клітин і бетонні паркани, замість яких були встановлені відкриті вольєри, що дозволяють безперешкодно спостерігати за вихованцями зоопарку, з'явилися додаткові служби для відвідувачів. У парку встановлено численні яскраві покажчики, направляючі відвідувачів до тих чи інших видів тварин, атракцій і службам, а також таблички c детальною інформацією про тварин.
Хайфській зоопарк входить до Міжнародної асоціації зоопарків (EAZA), що дає можливість отримання рідкісних тварин з інших зоопарків світу, а також участі в міжнародних проектах по збереженню, охороні та порятунку тварин, що знаходяться під загрозою знищення.
Невід'ємною складовою частиною парку є і знаходиться на його території Музей первісної культури (праісторії) ім. М. Штекеліса. Він був заснований в 1961 р з ініціативи професора Єрусалимського університету Моше Штекеліса.
У залах музею виставлено експонати, що розповідають про походження людини і його життєдіяльності від періоду збирання до появи сільськогосподарських знарядь. Основу колекції склали знахідки, виявлені в ході археологічних розкопок в районі г. Кармель, де в 30-і роки ХХ століття були відкриті печери, в яких наші далекі предки жили більше 50-ти тисяч років тому.
Тут демонструються знаряддя праці і полювання, ритуальні малюнки, останки тварин і кістки первісних людей епохи палеоліту, в т. Ч названих ученими «Homo carmelitis» - «людина Кармельского».